# Sint Victorinus

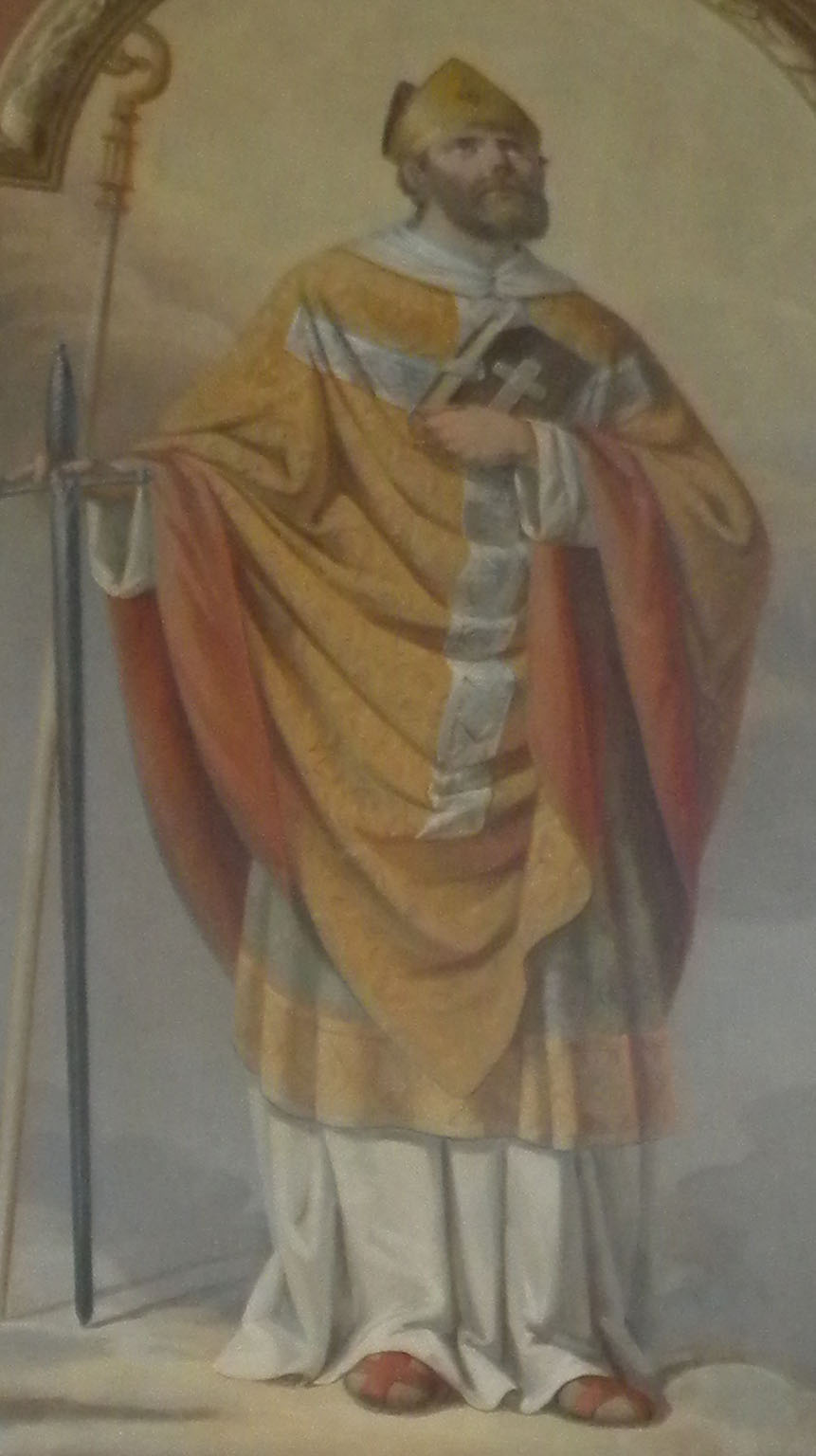
Een fresco van Sint Victorinus in Nova Cerkev, Slovenië.

Sint Victorinus van Pettau (gestorven in 303 of 304) was een katholieke ecclesiastische schrijver die omstreeks 270 zijn bloeiperiode kende. Hij stierf als martelaar tijdens de christenvervolgingen onder keizer Diocletianus. Als bisschop van Pettau (tegenwoordig Ptuj in Slovenië) is hij ook gekend onder de naam Victorinus Petavionensis, Poetovionensis of Victorinus van Pettau.